# Catacomba Sfântului Calixt

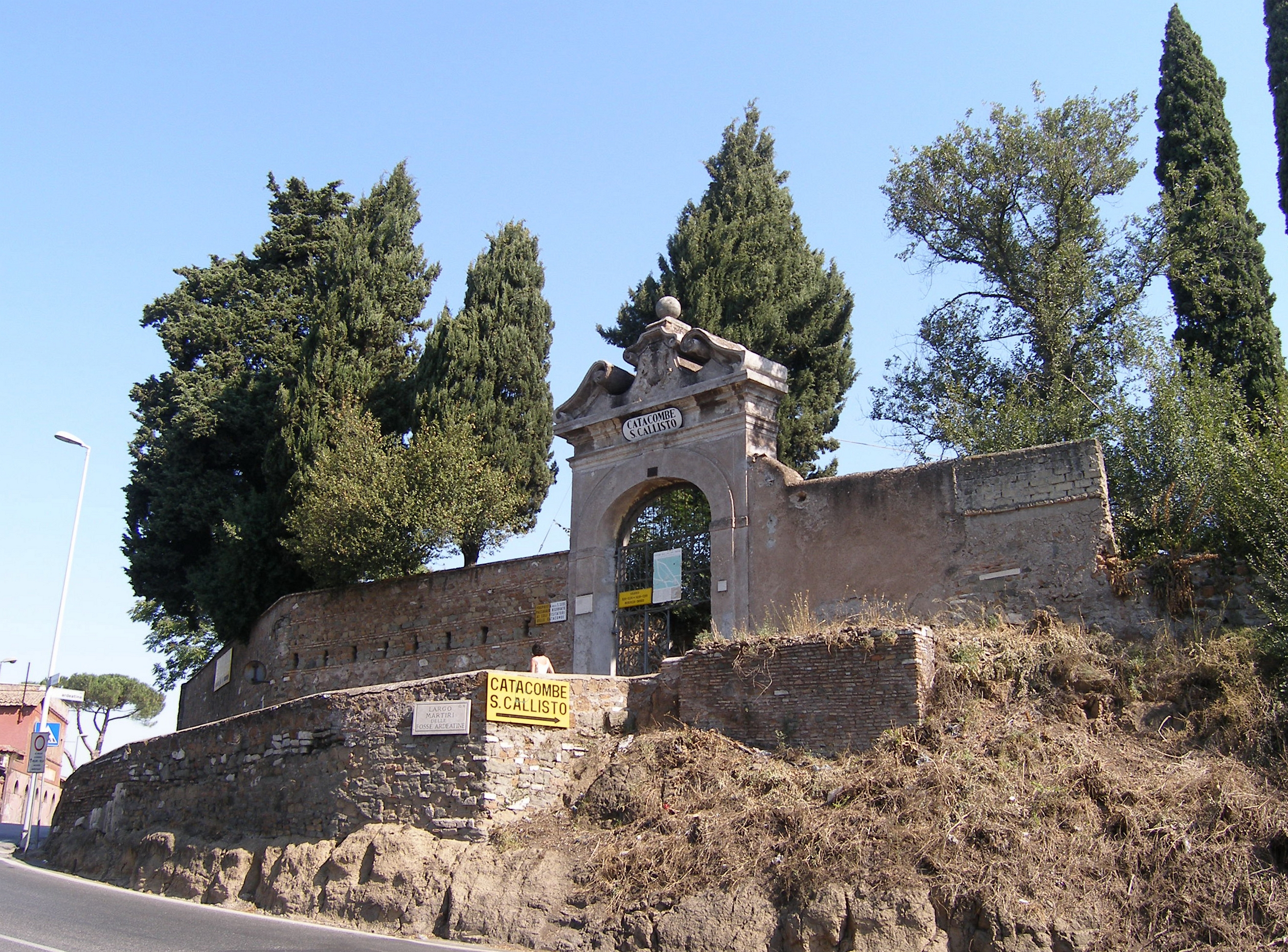
Intrarea în zona catacombei

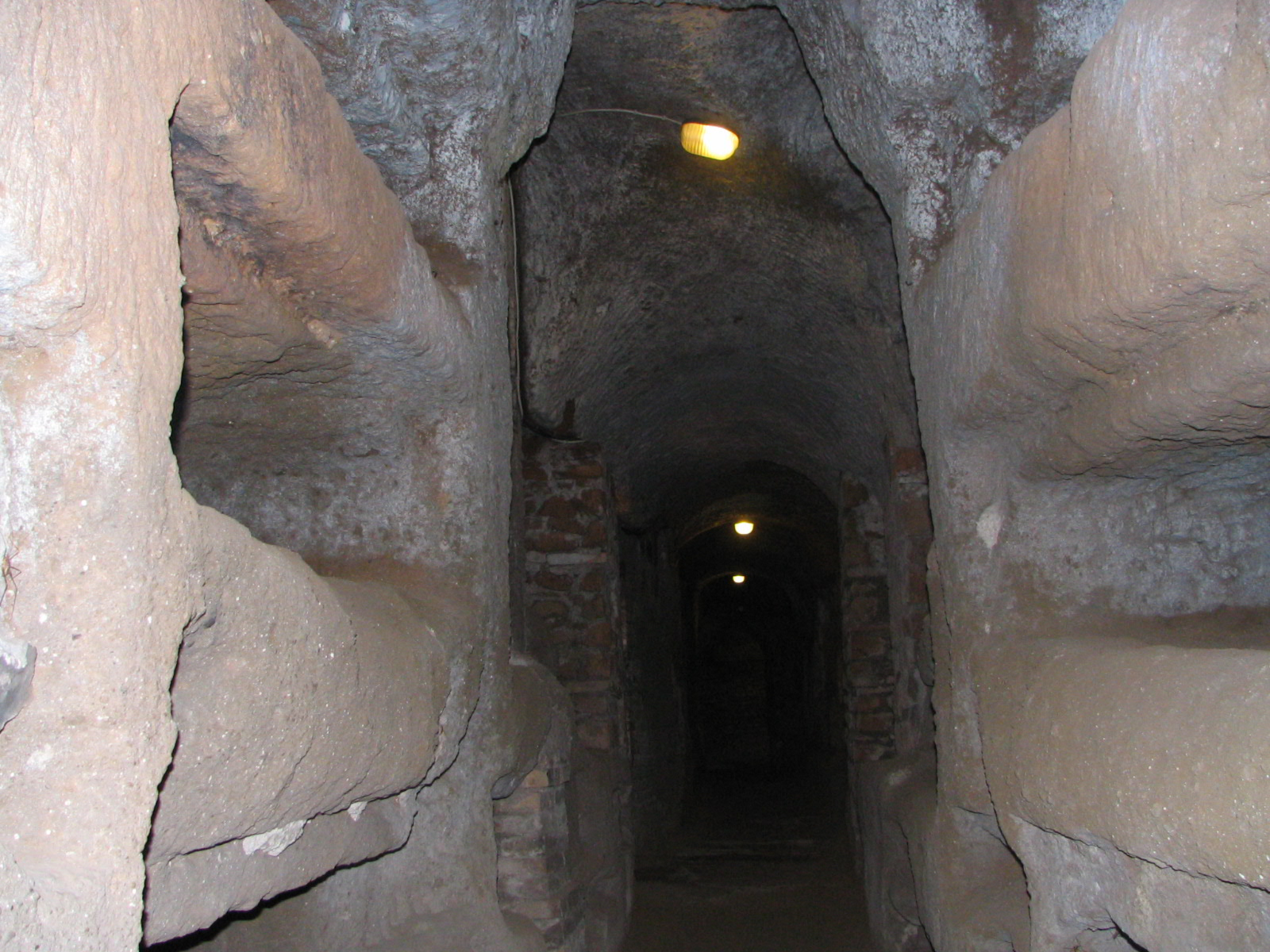
Nișe mortuare în Catacomba Sf. Calixt

Catacomba (Catacombele) Sfântului Calixt (cunoscută și sub numele de Cimitirul lui Calixt) este una din catacombele Romei de pe Via Appia, notabilă prin existența aici a Criptei Papilor (în italiană: Cappella dei Papi), care conținea odată mormintele mai multor papi din secolele II-IV d.Hr.

## Istoric
Se crede că această catacombă a fost creată de către viitorul Papă Calixt I, ce era pe atunci diacon al Romei, sub pontificatul Papei Zefirin, prin lărgirea hipogeului creștin timpuriu deja existent. Calixt a fost înmormântat în Catacomba lui Calepodius de pe Via Aurelia. Cripta a căzut în desuetudine și decădere după ce moaștele pe care le conținea au fost mutate din catacombe în diferite biserici din Roma; ultima perioadă a mutărilor din criptă a avut loc sub Papa Sergiu al II-lea, în secolul al IX-lea înainte de invazia longobarzilor, în primul rând la San Silvestro in Capite, care, spre deosebire de catacombă, se afla în interiorul Zidului lui Aurelian. Catacomba și cripta au fost redescoperite în 1854 de arheologul italian Giovanni Battista de Rossi.

## Descriere

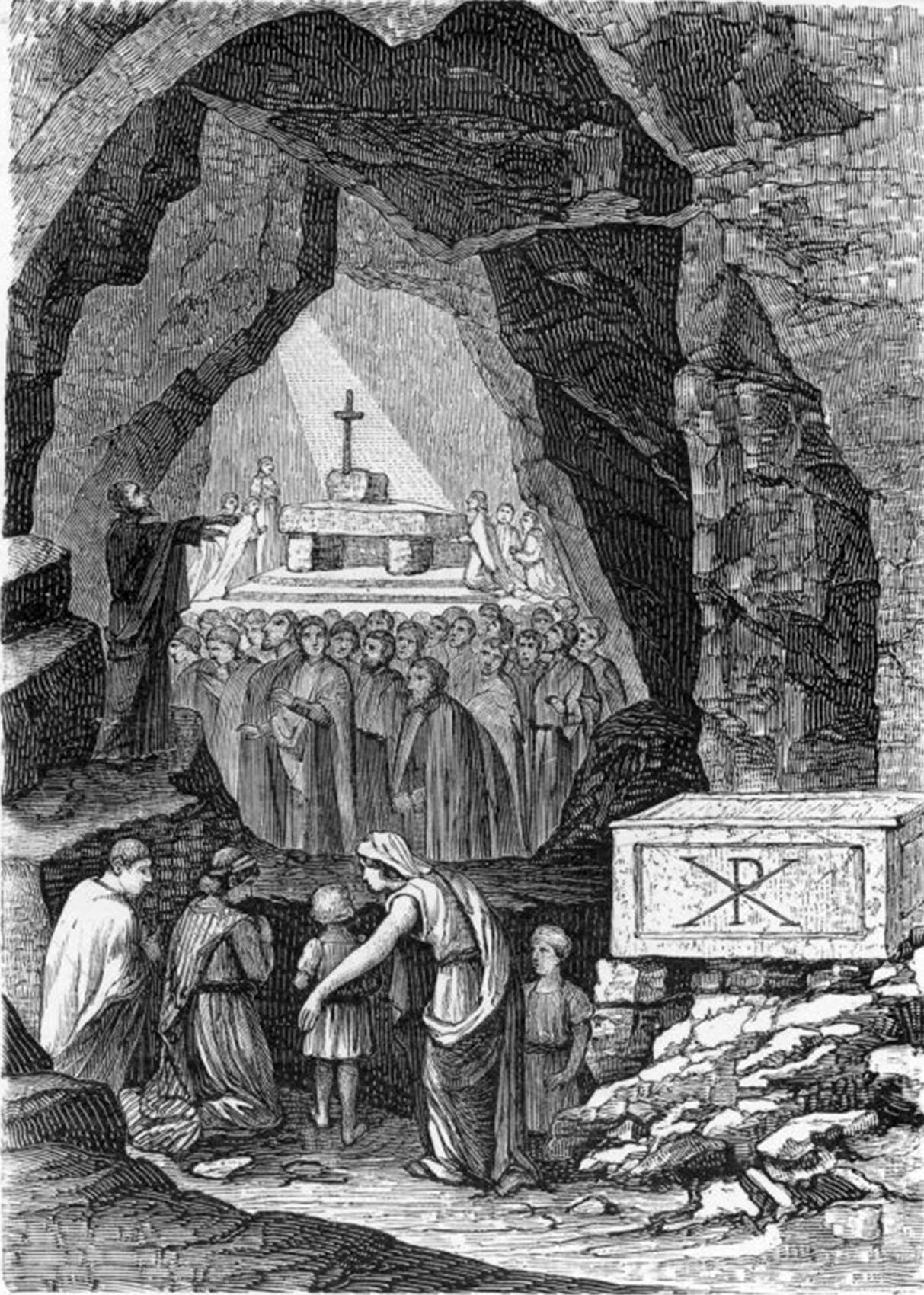
Creștini celebrând liturghia în catacombă.

Arcadele fac parte dintr-un cimitir complex, care ocupă 15 hectare și are aproape 20 km lungime.
Cele mai vechi părți ale acestei catacombe sunt cripta Lucinei, zona Papilor și zona Sfintei Cecilia, în care sunt păstrate unele dintre cele mai sacre amintiri ale locului (inclusiv cripta Papilor, cripta Sf. Cecilia și cripta Sacramentelor); celelalte zone sunt numite zona Sf. Gaius și zona Sf. Eusebiu (de la sfârșitul secolului al III-lea), zona vestică (construită în prima jumătate a secolului al IV-lea) și zona liberiană (din cea de-a doua jumătate a secolului al IV-lea), toate acestea având o arhitectură subterană grandioasă. O scară modernă, aflată pe locul uneia mai vechi, a fost construită de Papa Damasus I, oferind acces la zona Papilor, unde se află cripta papilor, în care au fost îngropați nouă pontifi și, probabil, opt reprezentanți ai ierarhiei bisericești - de-a lungul zidurilor sunt inscripții grecești originale pentru pontifii Ponțian, Anteriu, Fabian, Lucius I și Eutichie. În peretele îndepărtat a fost îngropat Papa Sixtus al II-lea, după ce a fost ucis în timpul persecuției lui Valerian; în fața mormântului său, Papa Damasus a sculptat o inscripție în metru poetic cu caractere săpate de caligraful Furius Dionisius Filocalus.
În cripta alăturată este mormântul Sfintei Cecilia, ale cărei moaște au fost mutate de papa Pascal I în 821: frescele de pe pereți de la începutul secolului al IX-lea îi reprezintă pe Sfânta Cecilia rugându-se, bustul Mântuitorului și pe cel al papei Urban I. La mică distanță, o arcadă datând de la sfârșitul secolului al II-lea oferă acces în cubicula sacramentelor, cu fresce din prima jumătate a secolului al III-lea ce se referă la Botezul Domnului, la Euharistie și la Învierea morților; în zona Sf. Miltiade de lângă ușă se află sarcofagul unui copil ce are sculptat deasupra câteva episoade biblice. În zona Sfinților Caius și Eusebiu sunt câteva cripte așezate deoparte, vizavi unul de altul, cu mormintele papei Caius (cu o inscripție) și papei Eusebiu, care a murit în Sicilia, unde a fost exilat de Maxențiu și al cărui corp a fost adus la Roma, în timpul pontificatului lui Militiade; pe o copie de marmură de la sfârșitul secolului al IV-lea (ale cărei fragmente pot fi văzute pe peretele opus) poate fi citită o inscripție a lui Damasus care evidențiază rolul lui Eusebiu în aplanarea schismei din biserica primară, în special cea care se referea la acceptarea apostaților.
Alăturată arcadei se află, în continuare, cripta martirilor Calogerus și Partenie și cubiculul dublu al lui Sever, care conține o inscripție ritmică (datată nu mai târziu de 304), în care un episcop al Romei (la acel moment Marcelin) este primul ce primește numele de papă și primul ce propovăduiește deschis credința în învierea finală. Într-o zonă mai îndepărtată a fost înmormântat papa Corneliu, al cărui mormânt conține încă inscripția originală în care i se dă titlul de martir și, pe laturile sale, picturi splendide cu chipuri în stil bizantin din secolele al VII-lea și al VIII-lea, reprezentându-i pe papii Sixt II și Corneliu și pe episcopii africani Ciprian și Ottatus. Într-un cubiculum din apropiere sunt unele dintre cele mormintele cele mai vechi, de după anul 175 d.Hr., cu fresce romane (pe tavan) ale Bunului Păstor și ale unor oameni în rugăciune, iar (pe peretele îndepărtat) doi pești, cu un coș de pâini în spatele lor, un simbol al Euharistiei.

## Morminte papale

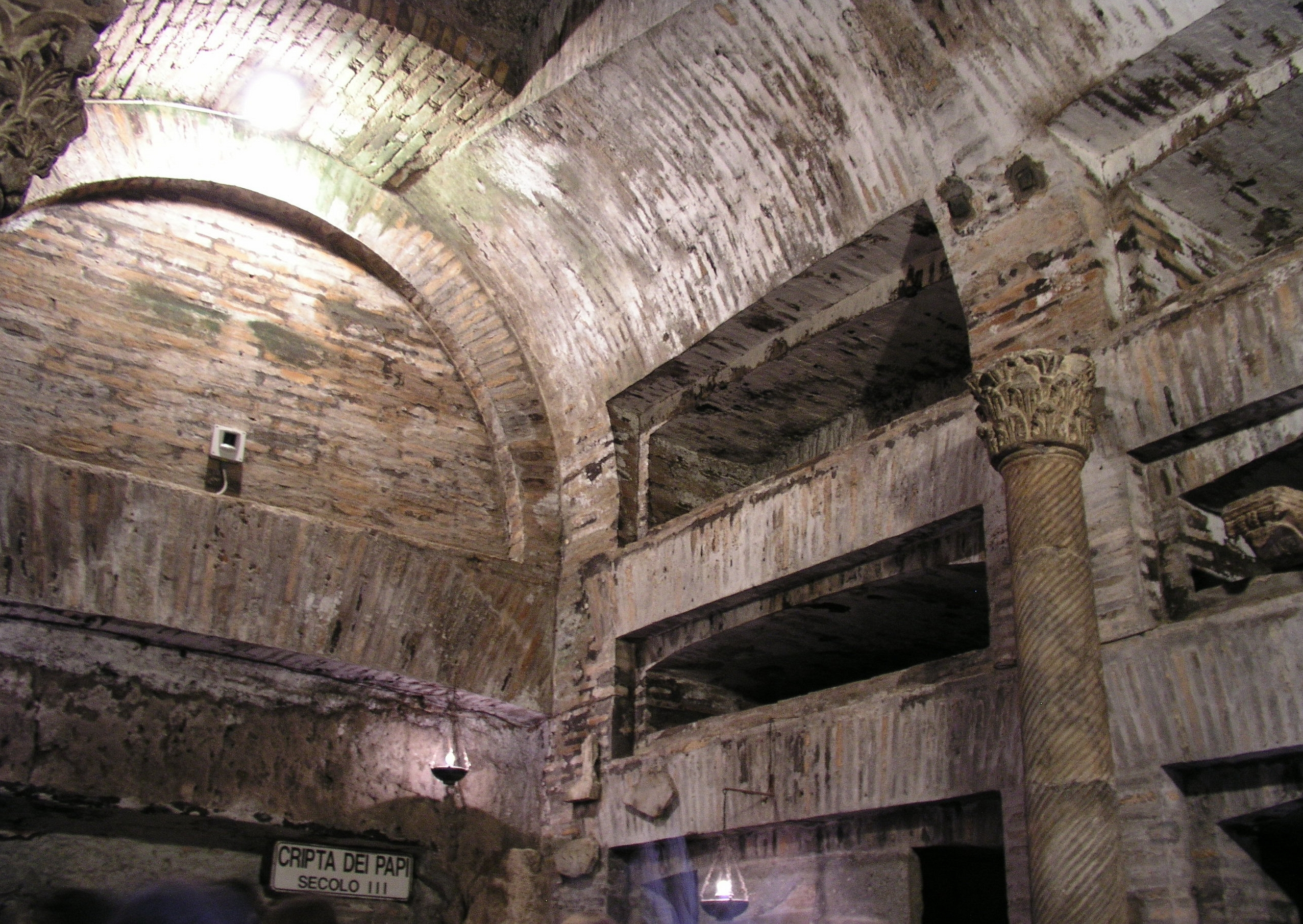
Cripta Papilor

În vârful lui, situl cu suprafață de 15 hectare conținea rămășițele pământești a șaisprezece papi și a cincizeci de martiri. Nouă dintre acești papi au fost îngropați în Cripta Papilor, căreia papa Damasus I i-a construit o scară în secolul al IV-lea. Printre inscripțiile în limba greacă descoperite sunt cele asociate cu papii: Ponțian, Anteriu, Fabian, Lucius I și Eutichie. O inscripție mai lungă pentru papa Sixt al II-lea realizată de Furius Dionisius Filocalus a fost, de asemenea, descoperită.
În exteriorul Criptei Papilor, zona Sfinților Caius și Eusebiu este numită astfel datorită existenței aici a mormintelor papilor Gaius („Caius”) și Eusebiu (mutate din Sicilia). Într-o altă zonă, există un mormânt atribuit papei Corneliu, purtând inscripția „CORNELIVS MARTYR”, atribuit și lui Filocalus.
O placă plasată de papa Sixt al III-lea (c. 440) îi enumeră pe următoarele papii: Sixt al II-lea, Dionisie, Corneliu, Felix, Ponțian, Fabian, Caius, Eusebiu, Miltiade, Ștefan, Urban I, Luciu, Anteriu, necuprinzându-i pe niciunul din cei înmormântați în secolul al II-lea. Cripta Papilor s-a umplut rapid în secolul al IV-lea, determinând îngroparea celorlalți papi în catacombe conexe precum Catacomba Priscillei (sub San Martino ai Monti), Catacomba Balbinei (numai papa Marcu), Catacomba lui Calepodius (doar papa Calixt al II-lea și papa Iuliu I), Catacomba lui Ponțian (numai papa Anastasie I și papa Inocențiu I, tată și fiu) și Catacomba lui Felicitas (doar papa Bonifaciu I).

### Secolul al II-lea
| Pontificat    | Portret | Nume                    | Locul anterior al mormântului                                                                       | Localizare în catacomba Sf. Calixt | Mutare ulterioară                                                             | Note |
| ------------- | ------- | ----------------------- | --------------------------------------------------------------------------------------------------- | ---------------------------------- | ----------------------------------------------------------------------------- | --- |
| 155–166       |         | Anicet Sfântul Anicet   | Dealul Vaticanului (unele surse susțin că el a fost îngropat inițial în Catacomba Sfântului Calixt) | Necunoscută                        | Palatul Altemps (Piazza Navona)                                               | Sarcofagul care ar fi putut conține odată rămășițele sale se află în Palatul Altemps                                    |
| c.166–174/175 |         | Soter Sfântul Soter     | -                                                                                                   | Necunoscută                        | San Silvestro in Capite San Sisto Vecchio Toledo, Spania San Martino ai Monti | Este posibil să nu fi fost niciodată îngropat în Catacomba Sf. Calixt, putând fi confundat cu un martir îngropat în 304 |
| 199–217       |         | Zefirin Sfântul Zefirin | Cimitir privat („in cymiterio suo”)                                                                 | Nu în Cripta Papilor               | San Silvestro in Capite                                                       | Primul papă îngropat în catacombă, cel care i-a ordonat lui Calixt să o organizeze                                      |

### Secolul al III-lea
| Pontificat                        | Portret | Nume                                  | Locul anterior al mormântului | Localizare în catacomba Sf. Calixt | Mutare ulterioară                                                                                          | Note |
| --------------------------------- | ------- | ------------------------------------- | ----------------------------- | ---------------------------------- | --- | --- |
| 222/223–230                       |         | Urban I Sfântul Urban                 | -                             | Necunoscută (vezi note)            | Necunoscută                                                                                                | A nu se confunda cu un episcop neroman pe nume Urban, îngropat în Catacomba lui Praetextatus; placa din Cripta Papilor conține următoarea inscripție grecească: OYPBANOC E[pivskopoV] („Urbanos, Episcop”), dar identificarea sa nu este sigură                                                                                            |
| 21 iulie 230 - 28 septembrie 235  |         | Ponțian Sfântul Ponțian               | Sardinia                      | Cripta Papilor                     | Necunoscută                                                                                                | Mutat din Sardinia („Insula Morții”) de către Papa Fabian în 237, îngropat în cripta papală la 12 noiembrie; două gravuri existente: IIONTIANOC EIII M[αρτυ]ρ („Pontianos E[piscop] M[arti]r”) și ENθEΩN [αγιωv 'Eπισχοπωv] IIONTIANE ZHCHC („Vei putea să trăiești, Pontianus, cu totul la Dumnezeu, cu toate”)                           |
| 21 noiembrie 235 - 3 ianuarie 236 |         | Anteriu Sfântul Anteriu               | -                             | Cripta Papilor                     | San Silvestro in Capite                                                                                    | Posibil primul papă din Cripta Papilor; inscripția conține textul ANΘEPΩC EIII („Anteros, Episcop”) și este spartă astfel încât este posibil să fi fost menționat ca martir |
| 10 ianuarie 236 - 20 ianuarie 250 |         | Fabian Sfântul Fabian                 | -                             | Cripta Papilor                     | San Martino ai Monti Vechea basilică Sf. Petru San Sebastiano fuori le mura                                | Inscripție greacă din Catacomba Sf. Calixt există; mutată în biserica San Martino ai Monti de către Sergiu al II-lea (Liber Pontificalis) sau împreună cu Sixt al II-lea în vechiul bazilică Sf. Petru (Petrus Mallius); sarcofag inscripționat cu textul ΦABIANOC EIII MP („Fabianos E[piscop] M[arti]r”) în San Sebastiano fuori le mura |
| 25 iunie 253 - 5 martie 254       |         | Lucius I Sfântul Lucius               | -                             | Cripta Papilor                     | Santa Cecilia in Trastevere San Silvestro in Capite Santa Prassede                                         | Sarcofagul conține o inscripție tradusă „Lucius, Episcop” (în greacă: ΛOYKIC) care se află în Santa Cecilia in Trastevere |
| 30/31 august 257 - 6 august 258   |         | Sixt al II-lea Sfântul Sixt al II-lea | -                             | Cripta Papilor                     | Vechea basilică Sf. Petru San Sisto Vecchio                                                                | Mutat din Catacomba Sf. Calixt în vechea basilică Sf. Petru de către papa Pascal I; mutat apoi în San Sisto Vecchio de către papa Leon al IV-lea; epitaf lung descoperit în Catacomba Sf. Calixt |
| 22 iulie 259 - 26 decembrie 268   |         | Dionisiu Sfântul Dionisiu             | -                             | Cripta Papilor                     | San Silvestre in Capite                                                                                    | Presupusele moaște ale papilor Silvestru I, Ștefan I și Dionisiu au fost exhumate și îngropate sub altarul principal al bisericii San Silvestro din Capite în 1601; nici o dovadă arheologică în Catacomba Sf. Calixt |
| 5 ianuarie 269 - 30 decembrie 274 |         | Felix I Sfântul Felix                 | -                             | Cripta Papilor                     | Necunoscută                                                                                                | Înmormântat potrivit legendei în „Cimitirul celor doi Felicși”, care nu a fost niciodată localizat |
| 4 ianuarie 275 - 7 decembrie 283  |         | Eutichie Sfântul Eutichie             | -                             | Cripta Papilor                     | Abația Luni (Sarzana) Catedrala din Sarzana                                                                | Ultima papă îngropat în Cripta Papilor; inscripția conține următorul text: EYTYXIA NOC EIIC („Eutuhianos, Episcop”) |
| 17 decembrie 283 - 22 aprilie 296 |         | Caius Sfântul Caius                   | -                             | Cripta Sf. Eusebiu                 | San Silvestro in Capite Biserica construită pe locul casei sale Sant'Andrea della Valle (capela Barberini) | Inscripția conține următorul text: I [AIO]Y EIII[CKOIIOY] / KAΘ / [IIPO I] KAΛ MAIΩ[N] („Așezare în mormânt a lui Caios, Episcop, 22 aprilie”) |

### Secolul al IV-lea
| Pontificat                         | Portret | Nume                                 | Locul anterior al mormântului | Localizare în catacomba Sf. Calixt | Mutare ulterioară                               | Note |
| ---------------------------------- | ------- | ------------------------------------ | ----------------------------- | ---------------------------------- | ----------------------------------------------- | --- |
| c.309 - c.310                      |         | Eusebiu Sfântul Eusebiu              | Sicilia                       | Cripta Sf. Eusebiu                 | Necunoscută                                     | Inscripție și epitaf lung existent pe sarcofag |
| 2 iulie 311 - 11 ianuarie 314      |         | Miltiade Melchiades Sfântul Miltiade | -                             | Necunoscută                        | San Silvestre in Capite                         | Singurul papă înmormântată Catacomba Sf. Calixt în timpul perioadei de „pace lungă”; îngropat într-un sarcofag mare, cu un capac în formă de acoperiș                                |
| 1 octombrie 366 - 11 decembrie 384 |         | Damasus I Sfântul Damasus            | -                             | Necunoscută                        | Vechea basilică Sf. Petru San Lorenzo in Damaso | Îngropat împreună cu mama sa, Laurentia, și cu sora sa, Irene; inscripție existentă pe sarcofag; capul său ar fi într-un relicvariu donat de Clement al VIII-lea basilicii Sf. Petru |